# 大山文雄

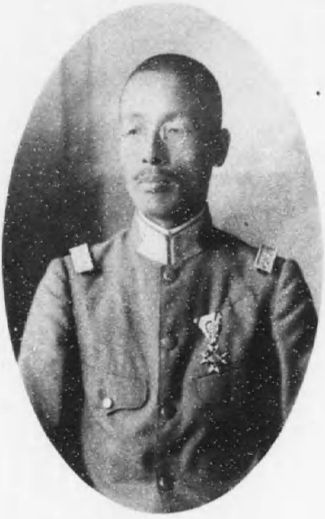
大山文雄

大山 文雄（おおやま あやお、1883年（明治16年）1月12日 - 1972年（昭和47年）10月19日）は、日本の陸軍法務官、政治家。最終階級は陸軍法務中将。陸軍省法務局長、初代岡山県井原市長。

## 経歴
岡山県後月郡西江原村（西江原町を経て現井原市）で、後に井原町長を務めた大山邦一、房与夫妻の長男として生まれる。西江原村立尋常義之小学校を経て、岡山県立商業学校に入学したが中退。郡役所書記を経て、1904年7月、日本大学専門部正科を卒業。同年12月、判事検事登用試験に合格。同年12月、司法官試補となり第5師団法官部員として修習し、陸軍を志願して1905年3月、陸軍理事試補に任官し留守第11師団法官部員に就任した。同年7月、理事に任官。
以後、樺太守備軍司令部付、第7師団法官部員、第8師団法官部員、関東都督府法官部員、第18師団法官部員、第20師団法官部長、サガレン州派遣軍法務部長、第16師団法官部長などを歴任。1929年6月、関東軍法務部長に就任し、柳条湖事件の現場検証を行った。1932年12月、陸軍省法務局長に転じた。二・二六事件の軍法会議である東京陸軍軍法会議の設置を進めた。1942年7月1日、陸軍軍法会議法の改正により軍司法官は文官から武官となり陸軍法務中将に任じられた。1945年4月2日、本人の強い願いで予備役に編入され、その後帰郷して西江原町長を務めた。
終戦後、戦犯問題が大きな課題となり、陸軍から懇願され1945年11月、臨時召集を受け再度、陸軍省法務局長に就任。その後の組織改編に伴い、第一復員省法務局長、同法務調査部長、復員庁第一復員局法務調査部長、厚生省第一復員局法務調査部長、同復員局法務調査部長、同引揚援護庁復員局法務調査部長を務め、東京裁判など戦争裁判への対応に尽力し、1949年3月31日に退官して帰郷し、同年4月16日、弁護士登録を行った。
1953年4月30日、初代井原市長に就任。上下水道の整備、市営住宅の整備、学校の建設など、市民生活の向上に尽力した。市長を三期務めて、1965年4月29日に退任した。

## 人物
温厚篤実で誠実に職務を遂行し、サガレン州派遣軍の同僚であった阿南惟幾陸軍大将は、大山の人柄を常に賞揚していた。

## 栄典
勲章
- 1934年（昭和9年）2月7日 - 勲二等瑞宝章[8]
- 1940年（昭和15年）8月15日 - 紀元二千六百年祝典記念章[9]

## 著作
- 『改正陸軍刑法講義』法令研究会、1908年。

## 伝記
- 竹沢徳敬『米寿大山文雄』私家版、1969年。